# Evelyn Sharp (Pilotin)

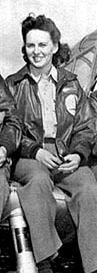
Foto von Evelyn Sharp in einem Vultee-Basistrainerflugzeug am 7. März 1943

Evelyn Sharp (* 1. Oktober 1919 in Melstone, Montana, USA; † 3. April 1944 in Cumberland County, North Carolina, Kanada) war eine US-amerikanische Pilotin. Sie war die jüngste Person in den Vereinigten Staaten, die eine Transportlizenz zum Fliegen eines Flugzeugs erhielt und das erste Postflugzeug flog.

## Leben und Werk

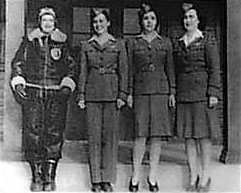
Delphine Bohn, Evelyn Sharp, Bernice Batton, Barbara Erickson

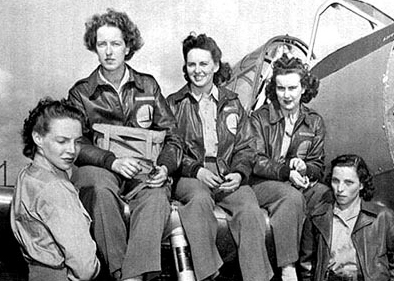
Von links nach rechts: Barbara Towne, Cornelia Fort, Evelyn Sharp, Barbara Erickson und Bernice Batten neben einer Vultee BT-13 Valiant

Sharp war die Adoptivtochter von John Evans Sharp und Mary Kay Farmer Sharp. 1930 zog ihre Familie nach Ord (Nebraska). Sie schloss dort 1937 die Ord High School ab. Im Februar 1935 erhielt sie ihre erste Flugstunde von einem Fluglehrer, der in dem Haus ihrer Eltern mit seinen Rechnungen für Unterkunft und Verpflegung im Rückstand war, und ihr dafür kostenlosen Flugunterricht gab. Später in diesem Jahr erwarb sie ihre Amateurpilotenlizenz und erhielt an ihrem 17. Geburtstag ihre Privatpilotenlizenz. Ein Jahr später erhielt sie die Lizenz als Verkehrspilotin und begann, Post zwischen Städten in Zentral-Nebraska zu fliegen sowie Kunstflüge auf Jahrmärkten zu veranstalten. Geschäftsleute in Ord leisteten ihr eine Anzahlung für einen neuen Taylor Cub, und im Gegenzug versprach sie, die Rückzahlung durch Werbung für das Valley County (Nebraska) während ihrer Touren zu leisten.
Mit zwanzig Jahren wurde sie eine von nur zehn Fluglehrerinnen in den Vereinigten Staaten. Sie unterrichtete über 350 Männer im Rahmen des zivilen Pilotenausbildungsprogramms der Regierung vor dem Zweiten Weltkrieg in South Dakota und Kalifornien im Fliegen.
1942 gehörte sie zu den ersten 23 Frauen, die für die neuen Women Airforce Service Pilots (WASP) des United States Army Air Corps ausgewählt wurden. Das Women's Auxiliary Ferrying Squadron (WAFS) wurde im September 1942 innerhalb des Air Transport Command unter der Führung von Nancy Harkness Love gegründet. WAFS wurden aus kommerziell lizenzierten Pilotinnen mit mindestens 500 Flugstunden und einer Leistung von 200 PS rekrutiert. Im Juli 1943 wurden die WAFS und die Women's Flying Training Detachment zur Women Airforce Service Pilots (WASP) zusammengelegt. Sharps militärische Aufgabe bestand darin, neu gebaute Militärflugzeuge von Produktionsstätten an der Westküste in den Osten der USA zu fliegen, um sie zu Verschiffungspunkten in Kriegsgebiete zu transportieren. Während ihrer Zeit in New Castle lieferte sie über 150 Flugzeuge von 18 verschiedenen Typen aus.
Im Alter von vierundzwanzig Jahren kam sie in der Nähe von Middletown (Dauphin County, Pennsylvania), beim Absturz einer Lockheed P-38 ums Leben. Zum Zeitpunkt ihres Todes war sie Geschwaderkommandeurin. 2018 wurde an der Absturzstelle das Peiffer Memorial Arboretum and Nature Preserve eingeweiht.
Der in den 1950er Jahren erbaute Evelyn Sharp Airport in Ord wurde nach ihr benannt.